# Homalotylus affinis
Homalotylus affinis är en stekelart som beskrevs av Timberlake 1919. Homalotylus affinis ingår i släktet Homalotylus och familjen sköldlussteklar. Inga underarter finns listade i Catalogue of Life.